# Kanton Beauvais-Nord-Est
Beauvais-Nord-Est is een voormalig kanton van het Franse departement Oise. Het kanton maakte deel uit van het arrondissement Beauvais. Het werd opgeheven bij decreet van 20 februari 2014 met uitwerking in maart 2015.
Het kanton omvatte uitsluitend een deel van de gemeente Beauvais.

Gemeenten in Beauvais